# Otcovská dovolená
Otcovská dovolená je označení pro nemocenskou dávku tzv. otcovskou poporodní péči, na kterou má nárok každý otec v prvních týdnech života jeho novorozeného dítěte. Otci je v době otcovské dovolené vyplácena peněžitá dávka a dovolená slouží k posílení jeho vazeb s dítětem a rodinou a ke zvětšení jeho podílu na péči o dítě.

## Otcovská dovolená v Česku
V Česku přišel s nápadem vytvořit otcovskou dovolenou v roce 2008 tehdejší ministr práce pravicové Topolánkovy vlády Petr Nečas v rámci tzv. prorodinného balíčku. Kvůli tehdejšímu nástupu krize vláda ale škrtala výdaje a toto opatření tak nakonec nebylo přijato. Následně ho prosadila až levicová Sobotkova vláda s ministryní práce Michaelou Marksovou a platit začalo 1. února 2018. Pravice v době schvalování byla proti. Česká varianta otcovské dovolené čítá jeden týden v prvních 6 týdnech života potomka.
Žádost mohou podat Osoby samostatně výdělečně činné a zaměstnanci, kteří platili nemocenské pojištění minimálně 3 měsíce před nástupem na otcovskou dovolenou. Otcovská se vztahuje pouze na jeden porod, nikoliv na počet narozených dětí. Nárok na otcovskou dovolenou má muž, který je na matrice zapsán jako otec dítěte, nebo muž, který převzal dítě do péče na základě rozhodnutí příslušného orgánu. Dávka je vyplácena zpětně příslušnou Okresní správou sociálního zabezpečení, její výše závisí na rozhodném příjmu v předchozích 12 kalendářních měsících. Výše příspěvku činí 70 % redukovaného denního vyměřovacího základu za kalendářní den. U OSVČ záleží na výši nemocenského pojištění, které si 3 měsíce před nástupem na otcovské volno dobrovolně hradila.
Od 1. ledna 2022 je otcovská dovolená prodloužena na 14 kalendářních dní. Podmínkou je, že otec musí na otcovskou dovolenou nastoupit v prvních 6 týdnech od narození miminka nebo převzetí miminka do péče. Pokud je miminko z důvodu zdravotního stavu hospitalizované, lhůta 6 týdnu pro nástup na otcovskou dovolenou se posouvá.